# Zabór Mały
Zabór Mały – osada w Polsce, w województwie dolnośląskim, w powiecie średzkim, w gminie Miękinia.
Do 31 grudnia 2023 miejscowość była przysiółkiem wsi Lubiatów.